# 키프테아
키프테아(루마니아어: chiftea, 복수: chiftele 키프텔레[*])는 루마니아의 고기 완자이다. 프르조알러보다 작고 둥글다. 쌀을 넣어 만들어 삶는 것은 페리쇼아러라 부른다.

## 이름
루마니아어 "키프테아(chiftea)"의 어원은 고전 페르시아어 "코프타(کوفته)"이다.

## 만들기
다진 쇠고기나 돼지고기를 달걀, 적셔 간 빵, 감자, 허브, 향신료와 섞어 둥글게 굴린 다음 기름에 튀겨 낸다.

## 같이 보기
- 프르조알러